# 308. strelska divizija (ZSSR)
308. strelska divizija (izvirno rusko 308. стрелковая дивизия; kratica 308. SD) je bila strelska divizija Rdeče armade v času druge svetovne vojne.

## Zgodovina
Divizija je bila ustanovljena maja 1942 v Omsku; osnovo so tvorili učitelji iz Strelske šole Omsk. Septembra 1943 je bila preoblikovana v 120. gardno strelsko divizijo. Pozneje so jo spet ustanovili.